# Mărculești
Mărculești (în idiș מאַרקולעשט, transliterat Markuleșt) este o localitate cu statut de oraș din raionul Florești, Republica Moldova. Între anii 1952 și 1994, Mărculești a avut statut de orășel.

## Amplasarea geografică
Orașul Mărculești este așezat pe malul stâng al râului Răut, pe traseul Florești-Bălți, la o distanță de 7 km. de orașul Florești și 137 km nord-est de capitala Moldovei – Chișinău.

### Resurse naturale
Orașul Mărculești este o localitate foarte mică, care dispune de anumite resurse naturale, inclusiv fond funciar. Localitatea are numai 170,25 ha terenuri cu destinație agricolă, dintre care 148,47 ha pământ arabil și 21,78 pășuni. Zăcăminte naturale nu se extrag.

## Istorie
Localitatea a fost întemeiată sub regimul Rusiei țariste, la 25 mai 1837 pe pământul moșierului Semion Starov, ispravnic de Soroca și a fost luată în posesie de coloniști evrei pe un termen de 12 ani. Coloniștii au sosit din Gubernia Podolia, practicau agricultura, pe 25 ani au fost scutiți de recrutarea tinerilor în armata țaristă, pe 10 ani de impozite funciare. Inițial, colonia se numea Cot sau Starovka. În 1861 colonia este înregistrată cu denumirea Starovka, având 70 de gospodării, 713 locuitori și 2 sinagogi. În 1902, în târgul Mărculești, s-a deschis o școală primară evreiască. Colonia a crescut rapid și către anul 1923, sub autoritatea Regatului României (la care a aparținut regiunea începând din 1918) avea 285 case, o populație de peste 2000 suflete. În localitate funcționa o bancă populară, o cooperativă de consum, o moară cu aburi, 7 fabrici de ulei, ateliere industriale, o școală primară mixtă, un liceu mixt.

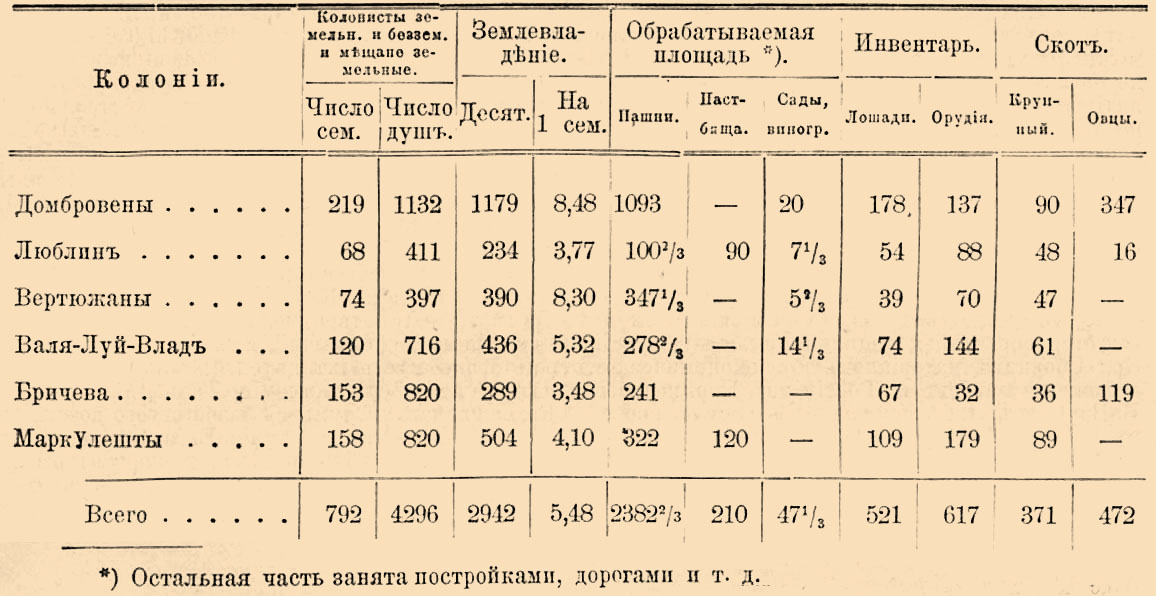
Ilustrație din Enciclopedia evreiască a lui Brockhaus și Efron (1906-1913), cu date generale privind populația, proprietatea, terenul cultivat, precum și condițiile economice a coloniilor evreiești din Basarabia (Mărculești e ultimul în listă).

Al Doilea Război Mondial cu Holocaustul evreilor a avut urmări tragice pentru Mărculești. În 1940 localitatea a fost anexată de Uniunea Sovietică împreună cu întreaga Basarabie. În iunie-iulie 1941 România s-a alăturat Germaniei naziste în războiul contra Uniunii Sovietice și a recuperat Basarabia. În 8 iulie 1941 conform politicii regimului Ion Antonescu care preconiza „curățirea” Basarabiei de evrei, autoritățile de ocupație au adunat toată populația. 1000 de bărbați și femei, bătrâni și copii au fost scoși la marginea târgului, împușcați de o unitate militară și îngropați în tranșee antitanc. În ghetoul înființat apoi la Mărculești în scopul politicii de deportare și anihilare a evreilor din Basarabia în lagărele și ghetourile din Transnistria, guvernământul de ocupație a adunat circa 11.000 de evrei. În vara lui 1944 Basarabia și cu ea, Mărculeștiul, au fost ocupate de armata sovietică în ofensivă.
În perioada postbelică în timpul regimului sovietic, ca parte a Republicii Sovietice Socialiste Moldovenești, orașul a fost repopulat, reconstruit și a luat din nou avânt economia și cultura așezării. Au fost construite noi obiective social-culturale. În anul 1952 localității i s-a conferit statutul de orășel. În anul 1991, în urma destrămării Uniunii Sovietice, localitatea a intrat în componența Republicii Moldova independente, iar în anul 1994 a primit statutul de oraș.

## Administrație și politică

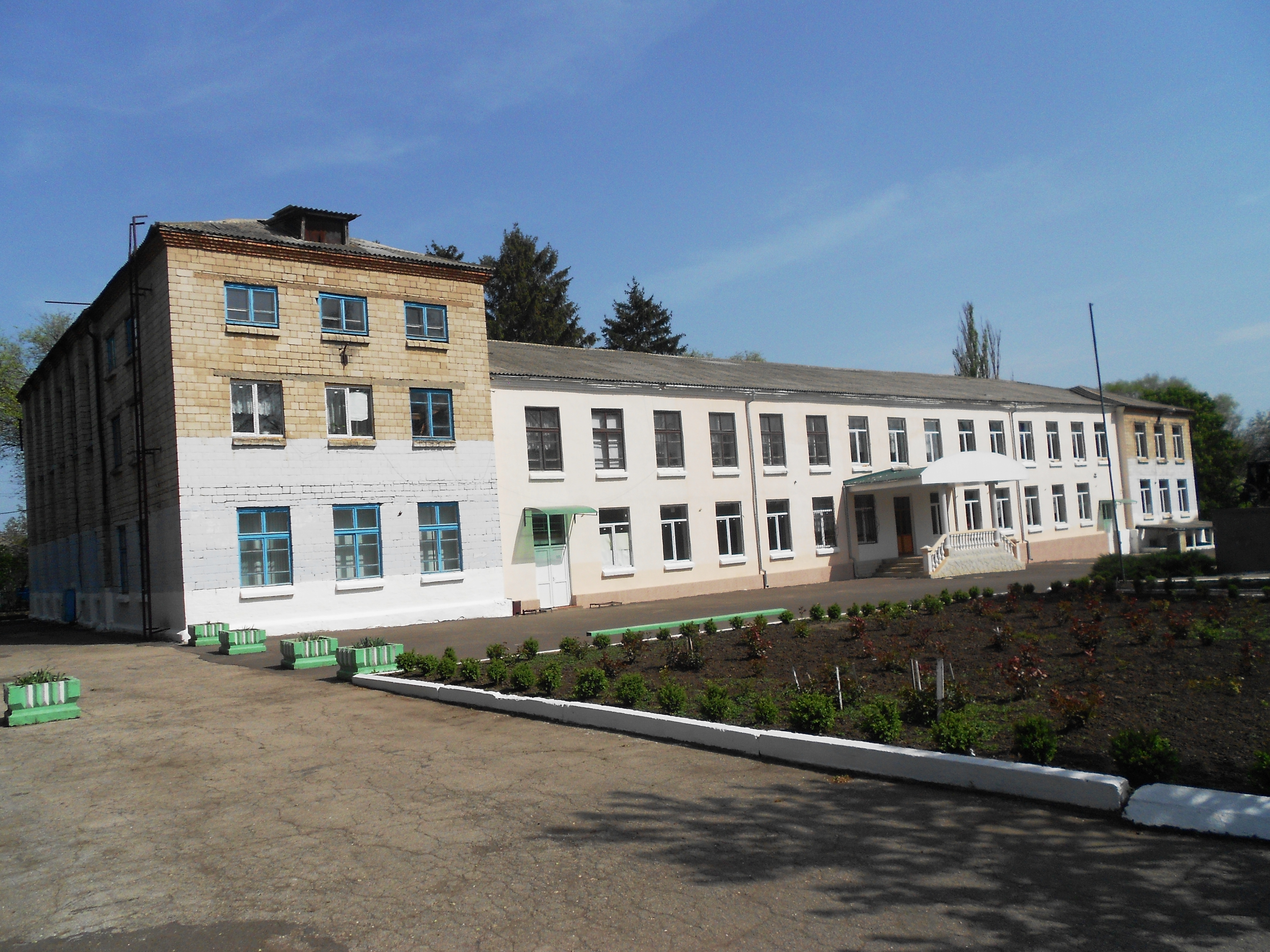
Școala profesională

Componența Consiliului local Mărculești (9 consilieri), ales la 5 noiembrie 2023, este următoarea:
|  | Partid                                        | Consilieri | Componență | Componență | Componență |
|  | --------------------------------------------- | ---------- | ---------- | ---------- | ---------- |
|  | Partidul Acțiune și Solidaritate              | 3          |            |            |            |
|  | Partidul Dezvoltării și Consolidării Moldovei | 3          |            |            |            |
|  | Partidul Socialiștilor din Republica Moldova  | 3          |            |            |            |

## Economie și infrastructură
În oraș activează 10 magazine mixte, 3 baruri, 2 stații de alimentare PECO și o întreprindere de achiziționare a producției vegetale.
Pe teritoriul orașului activează societatea pe acțiuni „Mărculești-Combi” – producătoare de nutrețuri, baza petrolieră „Tirex-Petrol”, societatea cu răspundere limitată „Iched-Grup”, care se ocupă cu colectarea și prelucrarea fructelor și legumelor, „Tomas” – cu vânzarea materialelor de construcție. De asemenea, în oraș sunt 6 întreprinderi individuale. 
Orașul dispune de cale ferată și se află situat în apropierea traseului rutier Florești-Bălți. În vecinătatea localității se află Aeroportul Internațional Mărculești, baza de aviație „Decebal” și o bază de păstrare tehnică a armamentului și patrimoniului militar. Lungimea totală a drumurilor din oraș este de 4,5 km.

## Viața socială

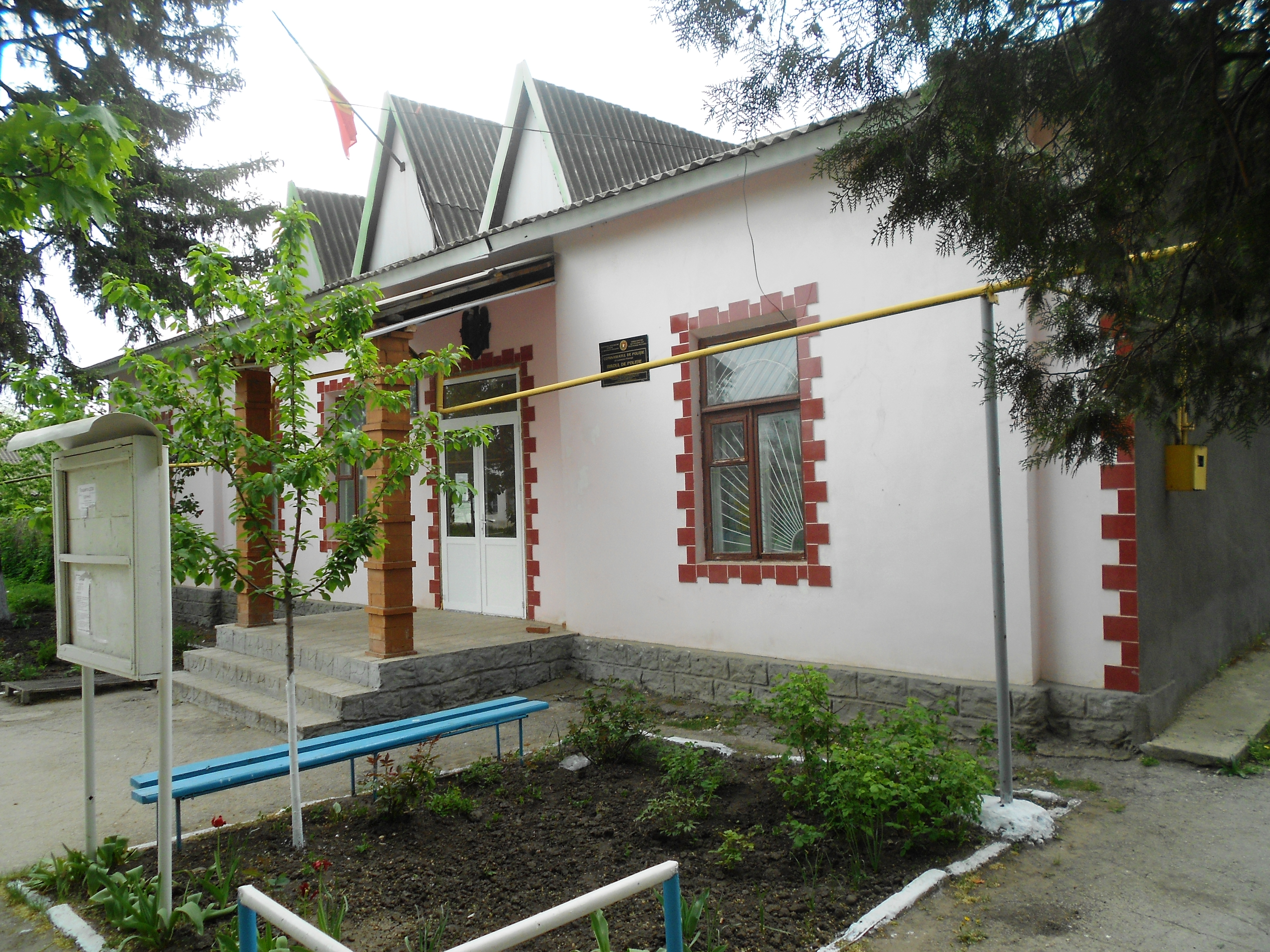
Primăria

### Demografia
În secolul al XIX-lea și în prima jumătate a secolului al XX-lea:
|   | Anul | numărul locuitorilor | % procentul populației evreiești |
| - | ---- | -------------------- | -------------------------------- |
| 1 | 1897 | 1.336                | 99,8                             |
| 2 | 1898 | 1.534                | 99,8                             |
| 3 | 1930 | 2.319                | 87,7                             |

Într-una din surse pentru anul 1930 se menționează 2.645 locuitori, dintre care 2.337 evrei 
După 1944 structura demografică a populației localității s-a schimbat, ca urmare a pieirii marii majorități a locuitorilor evrei și a migrării supraviețuitorilor. În prezent populația orașului este de cca 2.100 persoane (2014), dintre care 75% o constituie românii moldoveni.

### Învățământul, sănătatea și cultura
Deși nu este o localitate foarte mare, Mărculeștiul este caracterizat printr-un număr mare de instituții de învățământ, unde își fac studiile elevi din alte localități. În localitate funcționează liceul „Vasile Alecsandri” cu 190 elevi (2018), o școală profesională polivalentă cu circa 300 elevi, o grădiniță de copii. În localitate este un centru de sănătate, în care lucrează un medic de familie. În oraș este o casă de cultură, o bibliotecă și activează ansamblul folcloric „Drăgaicele”.

## Personalități

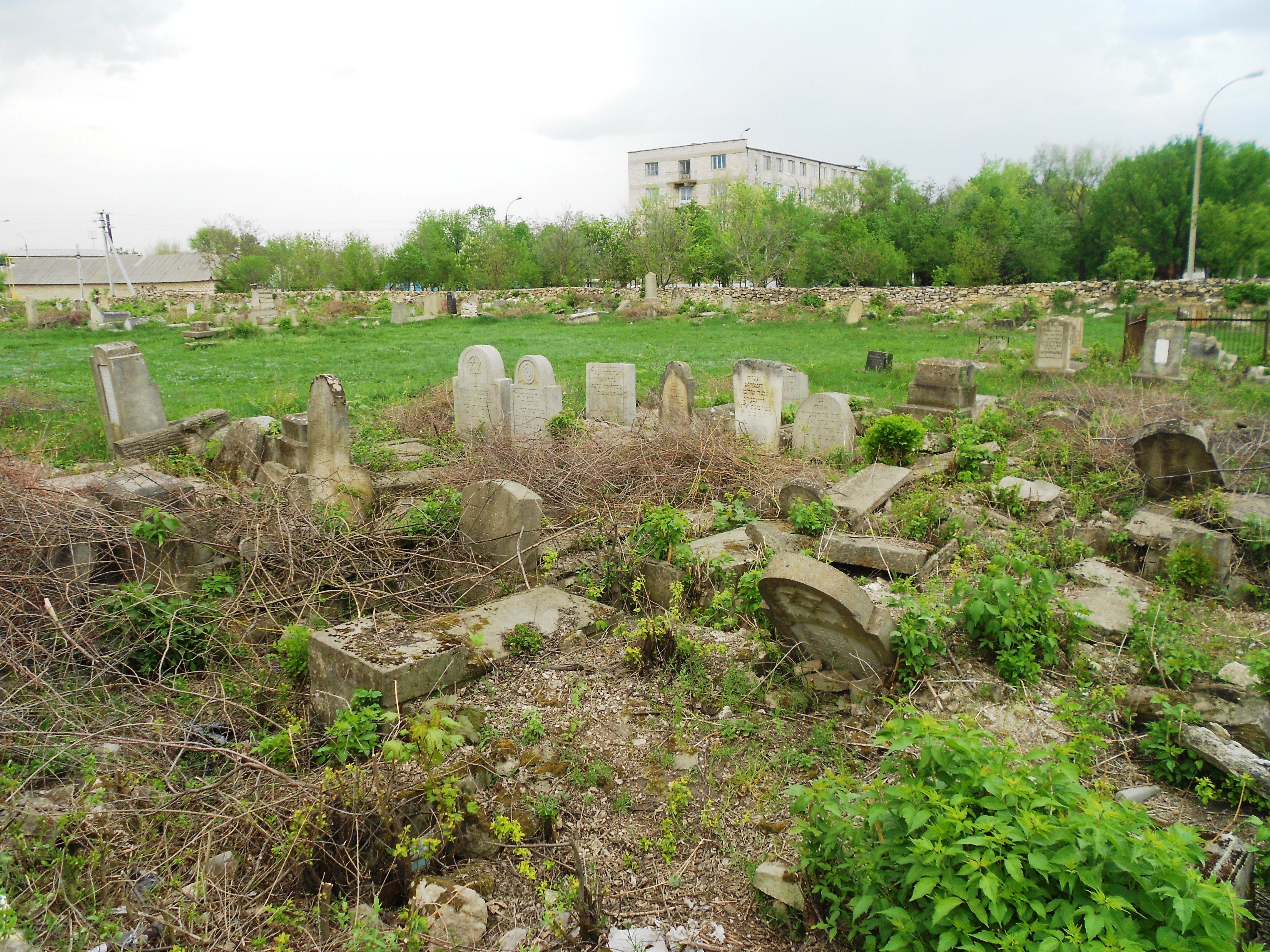
Cimitirul evreiesc din Mărculești.

### Născuți în Mărculești
- Nissan Kolker (1851–1941), rabin de Soroca
- Yehuda Leib Maimon (1875–1962), rabin, educator, publicist și politician israelian, ministru în Guvernul Israelului (1949-1951)
- Șlomo Hillels (1878–1953), pedagog și scriitor basarabean și israelian, directorul școlii ruse din Mărculești (1902-1917).
- Ada Maimon (1893–1973), pedagog și om politic israelian, deputată în Knesset
- Luisa C. Mondschein Halfon (1903–1985), poetă argentiniană
- Leib Kuperstein (1904–1992), publicist, pedagog, scriitor, redactor și traducător israelian
- Meir Kotik (1908–2003), publicist și jurnalist israelian
- Shimon Mishori (1922–2010), violonist israelian, concertmaistru al Orchestrei Simfonice din Ierusalim timp de 40 ani.
- Nathan Mishori (1927–2001), pianist și critic muzical israelian
- Sergiu Tudose (1936–2018), actor român

### Au locuit în Mărculești
- Meir Haratz (1912–1993), poet evreu de limbă idiș care a activat în România, Uniunea Sovietică și Israel, a scris poemul „Mărculești”